# Добряк Дмитро Семенович
Добряк Дмитро Семенович (26 червня 1937, село Довжик Грунського району Харківської області) — український вчений-економіст, професор (1998), член-кореспондент УААН (1995), доктор економічних наук (1992), академік Української академії наук, Української екологічної академії наук.
Член спеціалізованих вчених рад із захисту докторських дисертацій Інституту агроекології і природокористування НААН та Національного університету біоресурсів і природокористування України, головний редактор журналу «Землеустрій і кадастр», член редколегії фахових журналів «Збалансоване природокористування» та «Землевпорядний вісник», заступник головного редактора журналу «Проблеми землеустрою».
Заслужений діяч науки і техніки України (2015), почесний землевпорядник України.

## Біографія
Дмитро Семенович народився 26 червня 1937 року в с. Довжик Зіньківського району на Полтавщині.
У 1961 році закінчив факультет землевпорядкування Харківського сільськогосподарського інституту за фахом інженер-землевпорядник.
Працював у науково-дослідних інститутах містобудування та землеустрою. Був направлений Міністерством сільського господарства в Держсільгосппроект (м. Київ). 
У 1971 році захистив кандидатську дисертацію на тему «Розміщення і організація системи культурно-побутового обслуговування населення сільського адміністративного району».
З 1975 по 1991 роки очолював сектор з проблем землеустрою в Україні Всесоюзного науково-дослідного інституту земельних ресурсів при Раді Міністрів СРСР.
У 1991 році захистив докторську дисертацію на тему «Територіальний устрій господарств і підприємств АПК (на прикладі Української РСР)».
У 1991 році заступник директора з наукової роботи Інституту землеустрою УААН, п'ять років потому — виконавчий директор Інституту землеустрою УААН.
З 1996 по 2000 роки очолював кафедру землевпорядного проектування Національного аграрного університету
З 1996 по 2006 роки член колегії Держкомзему України.
З 2003 по 2006 роки директор Головного інституту землеустрою Держкомзему України. 
З 2006 по 2015 роки завідувач кафедри управління земельними ресурсами НУБіП.
У 2015 році головний науковий співробітник Інституту агроекології і природокористування НААН.

## Наукова діяльність
Наукова діяльність пов'язана з дослідженням розвитку і розміщення соціальної інфраструктури на селі, оптимізованого використання й охорони земель, реформування земельних відносин. Особливе значення мають унікальні у світовій практиці наукові розробки щодо організації землекористування і сільськогосподарського виробництва в зоні впливу катастрофи на ЧАЕС. Обґрунтував основні принципи вдосконалення землевпорядного проектування в умовах трансформування земельних відносин та посилення антропогенного навантаження на земельні ресурси, теоретичні засади, методологію і методику економічної, екологічної та соціальної сутності землеустрою.
Дмитро Добряк розробив проект землеустрою радгоспу «Маньківський» Черкаської області з цеховою структурою управління господарством, за який отримав срібну медаль ВДНГ СРСР.
Під керівництвом Дмитра Добряка виконано значні обсяги робіт із землеустрою і охорони земельних ресурсів, роздержавлення і приватизації земель, він брав безпосередню участь у розробці наукових основ контурно-меліоративної організації території, її економічної та екологічної оцінки.
Дмитро Добряк опублікував близько 400 наукових праць, у тому числі 47 колективних та індивідуальних монографій, 2 навчальних посібники. Підготував 8 докторів та 10 кандидатів економічних наук.
Створив наукову школу із сучасного землеустрою. За його керівництва спеціалізованими вченими радами із захисту кандидатів наук у Головному науково-дослідному і проектному інституті землеустрою (2003—2005) та Національному університеті біоресурсів і природокористування України (2007—2010) було захищено 46 кандидатських і 4 докторських дисертацій із спеціальності «Економіка природокористування і охорона навколишнього середовища».

## Участь у законотворчій діяльності
Є одним з авторів чинного Земельного Кодексу України. Згідно розпорядження Президента України в 2010 році за згодою увійшов до складу робочої групи з підготовки пропозицій з питань земельної реформи.
За його безпосередньої участі підготовлено ряд законопроектів України, зокрема «Про плату за землю», «Про охорону земель», «Про розмежування земель державної і комунальної власності», «Про землеустрій», проектів постанов Верховної Ради України «Про земельну реформу», «Про прискорення земельної реформи та приватизацію земель», «Про порядок ведення державного земельного кадастру» та інші.

## Нагороди
- орден «За заслуги» ІІІ ступеня
- медаль «До 1500-річчя Києва»,
- срібна медаль ВДНГ СРСР за особистий внесок у відродження духовності, національної науки і культури
- срібний почесний нагрудний знак Державного університету із землеустрою[ru] (м. Москва)
- орден Королеви Анни «Честь Вітчизни» на золотій зірці" (2010)
- почесна відзнака УААН (2012)
- почесна відзнака НААН (2017)

Згідно рішення експертної ради міжнародної іміджевої програми «Лідери ХХІ століття» відзначений нагородою «Свята Софія», рішенням Науково-експертної ради Асамблеї ділових кіл за високу національну гідність та активну участь у розбудові Української держави удостоєний почесного звання «Лицар Вітчизни» з врученням «Золотого хреста честі і звитяги» (2010).

## Основні праці
1. Рекомендації щодо порядку перерозподілу земель резервного фонду з метою використання їх за цільовим призначенням. Київ: Аграрна наука, 1999. 415 с.
2. Землевпорядні робота при реорганізації недержавних сільськогосподарських підприємств. Київ: Століття, 2000. 170 с.
3. Економічний оборот землі в Україні: теорія, методологія і практика. Київ: Урожай, 2004. 126 с.
4. Автоматизація проектування в землеустрої: еколого-економічна та соціальна ефективність. Київ: Урожай, 2004. 126 с.
5. Теоретичні засади сталого розвитку землекористування у сільському господарстві. Київ: Урожай, 2004. 136 с.
6. Еколого-економічні засади реформування землекористування в ринкових умовах. Київ: Урожай, 2006. 336 с.
7. Еколого-економічний механізм захисту земельних ресурсів від деградаційних процесів у ринкових умовах. Київ: Урожай, 2007. 144с.
8. Класифікація сільськогосподарських земель як наукова передумова їх екологобезпечного використання. 2-ге вид. Київ: Урожай, 2009. 464 с.
9. Застосування автоматизованих земельних інформаційних систем в управлінні земельними ресурсами. 2-е вид. Київ: МВЦ «Медінформ», 2012. 238 с.

## Інше
- ORCID: Добряк Дмитро [Архівовано 4 жовтня 2021 у Wayback Machine.]
- Профіль Google Академії Добряк Дмитро Семенович [Архівовано 16 жовтня 2021 у Wayback Machine.]